# Seriana haripurensis
Seriana haripurensis är en insektsart som först beskrevs av Samad och M. Firoz Ahmed 1979.  Seriana haripurensis ingår i släktet Seriana och familjen dvärgstritar.
Artens utbredningsområde är Pakistan. Inga underarter finns listade i Catalogue of Life.